# Koyenga (Botou)
Koyenga est un village du département et la commune rurale de Botou, situé dans la province de la Tapoa et la région de l’Est au Burkina Faso.

## Géographie

### Situation et environnement
Koyenga est localisée à 3 km au sud-ouest de Botou, le chef-lieu du département.

### Démographie
- En 2006, le village comptait 3 369 habitants recensés[1].

## Transports
Le village est traversé par la route départementale 7 reliant Kantchari à Botou et à Boulel, à la frontière avec le Niger (en direction de Niamey).

## Santé et éducation
Le centre de soins le plus proche de Koyenga est le centre de santé et de promotion sociale (CSPS) de Botou.